# Turniej o Brązowy Kask 2016
Turniej o Brązowy Kask 2016 – 40. edycja turnieju, corocznie organizowanego przez PZMot. Rozegrano dwa półfinały oraz finał, który odbył się 24 lipca 2016 roku w Opolu oraz zwyciężył Bartosz Smektała.

## Wyniki
- Opole, 24 lipca 2016
- Sędzia: Wojciech Grodzki
- NCD: Bartosz Smektała – 61,00 w wyścigu 6

| Msc. | Zawodnik              | Klub         | Pkt   |             |  |
| ---- | --------------------- | ------------ | ----- | ----------- |  |
| 1    | Bartosz Smektała      | Leszno       | 15    | (3,3,3,3,3) |  |
| 2    | Daniel Kaczmarek      | Leszno       | 13    | (3,3,2,3,2) |  |
| 3    | Alex Zgardziński      | Zielona Góra | 11+3  | (2,3,1,3,2) |  |
| 4    | Sebastian Niedźwiedź  | Zielona Góra | 11+u2 | (3,2,3,2,1) |  |
| 5    | Rafał Karczmarz       | Gorzów Wlkp. | 10    | (t,3,2,2,3) |  |
| 6    | Dominik Kubera        | Leszno       | 9     | (3,1,0,3,2) |  |
| 7    | Dominik Kossakowski   | Gdańsk       | 8     | (0,2,1,2,3) |  |
| 8    | Robert Chmiel         | Rybnik       | 8     | (1,2,2,0,3) |  |
| 9    | Kamil Wieczorek       | Rybnik       | 8     | (2,2,1,1,2) |  |
| 10   | Oskar Bober           | Łódź         | 6     | (1,1,3,1,0) |  |
| 11   | Dawid Wawrzyniak      | Gdańsk       | 5     | (2,0,3,0,0) |  |
| 12   | Hubert Czerniawski    | Gorzów Wlkp. | 5     | (2,1,2,w)   |  |
| 13   | Marcin Kościelski     | Toruń        | 4     | (1,1,0,1,1) |  |
| 14   | Patryk Wojdyło        | Rzeszów      | 2     | (2)         |  |
| 15   | Adrian Woźniak        | Opole        | 2     | (0,0,1,0,1) |  |
| 16   | Michał Gruchalski     | Częstochowa  | 2     | (1,0,d,w,1) |  |
| 17   | Patryk Fajfer         | Grudziądz    | 1     | (0,u,0,1,0) |  |
| 18   | Igor Kopeć-Sobczyński | Toruń        | 0     | (0,d)       |  |

Bieg po biegu
1. [61,80] Kaczmarek, Zgardziński, Gruchalski, Kossakowski
2. [61,10] Smektała, Wawrzyniak, Kościelski, Fajfer
3. [61,70] Kubera, Wieczorek, Bober, Woźniak
4. [63,00] Niedźwiedź, Czerniawski, Chmiel, Kopeć-Sobczyński (Karczmarz – t)
5. [62,60] Zgardziński, Wieczorek, Czerniawski, Wawrzyniak
6. [61,00] Smektała, Niedźwiedź, Bober, Gruchalski
7. [62,20] Kaczmarek, Chmiel, Kubera, Fajfer (u4)
8. [62,30] Karczmarz, Kossakowski, Kościelski, Woźniak
9. [62,30] Smektała, Karczmarz, Zgardziński, Kubera
10. [63,90] Wawrzyniak, Chmiel, Woźniak, Gruchalski (d4)
11. [63,60] Niedźwiedź, Kaczmarek, Wieczorek, Kościelski
12. [62,60] Bober, Czerniawski, Kossakowski, Fajfer
13. [64,20] Zgardziński, Niedźwiedź, Fajfer, Woźniak
14. [63,60] Kubera, Wojdyło (Gruchalski – w/2min), Kościelski, Czerniawski (u/w)
15. [62,80] Kaczmarek, Karczmarz, Bober, Wawrzyniak
16. [63,30] Smektała, Kossakowski, Wieczorek, Chmiel
17. [64,30] Chmiel, Zgardziński, Kościelski, Bober
18. [63,50] Karczmarz, Wieczorek, Gruchalski, Fajfer
19. [62,80] Smektała, Kaczmarek, Woźniak, Kopeć-Sobczyński (d4)
20. [63,10] Kossakowski, Kubera, Niedźwiedź, Wawrzyniak

Bieg dodatkowy o 3. miejsce
1. [63,10] Zgardziński, Niedźwiedź (u/w)